# Evelio Moncada
Evelio Moncada Salazar (Armenia, Quindío, 22 de febrero de 1925-Armenia, Quindío, 21 de enero de 1967) fue un compositor de música colombiana, violinista, tiplista y guitarrista colombiano. Fue hijo del maestro Rafael Moncada. Célebre por el bambuco «Hágame un Tiple Maestro».

## Inicios
Desde muy niño demuestra interés por la música y a muy temprana edad inicia estudios musicales con su padre. Antes de aprender a leer, aprendió solfeo y gramática musical. A los siete años presentó su primer concierto de violín en el extinto Teatro Bolívar de Armenia, pues rápidamente aprendió a tocar varios instrumentos entre los cuales cabe destacar la guitarra y entre otras curiosidades, el serrucho.

## Trayectoria
Fue integrante de varios tríos, entre ellos el trío con José Macías y Octavio "La Silga" Ríos, trío que infortunadamente tuvo poca duración, no obstante, el alto nivel musical de los integrantes. Más tarde, con José Ramírez Trujillo y Sedy Cano Cano, formó el trío "Los Cafeteros" quienes en pocas semanas lograron una posición sobresaliente dentro del ambiente artístico nacional.
Después de realizar varias giras internacionales regresó a Armenia donde al encontrarse con sus hermanos menores, Hugo y Héctor, decide formar el gran trío "Hermanos Moncada", al cual se le honra actualmente cada año, con el Concurso Nacional de Duetos que lleva su nombre y se desarrolla en su ciudad natal dentro del marco de las fiestas regionales.
El trío "Hermanos Moncada" gozó de grandes éxitos, entre los cuales cabe destacar el primer lugar en el Concurso de la Esso Colombiana llevado a cabo durante la Feria de Manizales en el año de 1958.
Evelio fue prolífico compositor de bambucos y pasillos de gran éxito y trascendencia en el repertorio nacional como Campesina Quindiana, Tus Ojos Tienen la Culpa, Las Escogedoras, Bodas de Plata, Tiple Viejo, Estampa, El Estanciero, El Músico, Candelario Clavijo, Ingenuidad, Bambuco de la Montaña, Receta de Amor y el célebre bambuco Hágame un Tiple Maestro, entre muchos otros. Varias de estas obras musicalizaron los textos del poeta manizaleño Bernardo Gutiérrez H. El bambuco Cuando Estoy Lejos de Ti lleva el texto del humorista antioqueño Guillermo "Montecristo" Zuluaga.
Muere prematuramente en el año de 1967 a la edad de 41 años. Su entierro fue cantado por las seccionales de ADECOL de Manizales, Pereira, Armenia y acompañado por numerosas entidades cívicas, culturales y sociales, miembros del círculo de Periodistas del Quindío, maestros y allegados del resto del país. Fue enterrado en el antiguo Cementerio San Sebastián de Armenia.

## Dedicatorias
Durante las honras fúnebres de Evelio Moncada se interpretó la composición que el periodista radial Jorge Eliécer Orozco Dávila creó el mismo día del fallecimiento del maestro:
"Adiós, Evelio Moncada":
Le cantaste al cafetal, a la llanura y al río,
pero siempre te inspiraste en el cielo del Quindío.
Cantaste siempre a la patria con tu tiple y tus copleros
y a las muchachas cantabas tus bambucos montañeros.
Los cafetales y el viento que cubren nuestra parcela
lloran juntos el vació que le dejaste a la tierra.
Adiós Evelio coplero, ya termino tu jornada,
ya no cantas tus bambucos a tu vieja y a tu amada.
Adiós Evelio coplero... adiós Evelio Moncada.